# 熊井明子
熊井 明子（くまい あきこ、1940年6月11日 - 2024年9月21日）は、日本のポプリ研究家、エッセイスト。夫は映画監督の熊井啓。
日本にポプリを紹介し、1980年代前半に起きたブームの火付け役。
現在でもポプリの研究においての第一人者。
実妹のハーブ研究家の桐原春子とともにハーブなどの香草にも造詣が深い。
愛猫家として、猫に関するエッセイも多い。日本ペンクラブ会員。

## 経歴
- 長野県出身。信州大学教育学部附属松本小学校、信州大学教育学部附属松本中学校、長野県松本深志高等学校、信州大学教育学部卒業。
- 1999年に『シェイクスピアの香り』等の著作活動により第7回山本安英賞を受賞。受賞理由は、「シェイクスピアの魅力を新たな角度から探求した業績を評価して」。
- 2024年9月21日、虚血性心不全のため、東京都内の病院で死去。84歳没[2]。

## 著書
- ポプリ
  - 愛のポプリ―素敵な手作りの香りの世界(1980/2/1、講談社)のち　1984/11/1、講談社文庫
  - 熊井明子の楽しいポプリづくり(1981/1、婦人生活社)
  - すてきなポプリ―やさしいポプリづくり(1981/12、講談社、なかよしスペシャル―なかよしホビーランド)
  - ポプリの詩(1983/4、講談社)
  - 夢の国のポプリ―楽しいポプリづくり(1987/1、角川書店　角川文庫)
  - ハーブ&ポプリ―英国風の楽しみ方(共著：桐原 春子、1989/5、主婦の友社)
  - ポプリ―香りを楽しむ(1993/1、家の光協会)
  - だれでもできる 熊井明子のポプリ教室(1999/04、誠文堂新光社)
  - 私のポプリ手帖(2006/08、千早書房)
  - なかよし7月号付録「マイ♡ポプリダイアリー」（監修）
  - なかよし付録、「なかよしギャルズ百科6 愛のフラワーブック」（昭和56年発行、ポプリ指導）
  - 熊井明子のポプリテラピー ---心をいやし、パワーを強めるニューモイストポプリレシピ集(2013/7/18、河出書房新社)
- エッセイ、その他
  - 朝やけの詩(1973/1/1、二見書房)
  - 虹を織る日々―小さな愛を育んで(1977/8/15、学習研究社)のち　1981/8/1、じゃこめてい出版
  - 私の猫がいない日々(1977/4/20、白川書院)
  - 夢色の風にのる猫(1978/2/1、サンリオ)
  - 指輪の猫(イラスト：宇野 亜喜良、1979/2、サンリオ)
  - 夢もようのタピスリー(1979/10、集英社)
  - 猫の文学散歩(1980/9、集英社)
  - 風の香り愛のたより―あなたの花を咲かせて(1981/2、じゃこめてい出版)
  - 私の部屋のポプリ(1982/7/1、生活の絵本社)のち　 2012/1/7、河出文庫
  - 続・私の部屋のポプリ(1982/1、生活の絵本社)復刻本　2010/8/18、河出書房新社
  - 続続 私の部屋のポプリ(1981/9/1、生活の絵本社)復刻本　2011/1/19、 河出書房新社
  - 新・私の部屋のポプリ(1987/3/1、パッチワーク通信社)
  - 風のポプリ(1983/9、毎日新聞社)
  - 暮らし上手の心づくし(1985/8、海竜社)
  - 本棚からの贈りもの―小さな愛の図書館(1985/8、じゃこめてい出版)
  - 猫のメリーゴーラウンド(1985/12、講談社)
  - 素敵な女の生き方レッスン(1986/9、海竜社)
  - あなたの花を咲かせて(1987/2、三笠書房 知的生きかた文庫)
  - 想い出のポプリ―愛と香りをもとめて(1987/11、講談社)
  - 人生いつもわくわくステージ(1988/12、海竜社)
  - おしゃれトーク(1989/10、角川書店)のち　1992/4/1、角川文庫
  - 三十歳からの素敵な心暮らし(1989/12、海竜社)
  - 二人でお茶を―熊井明子対談集(1990/9、桃李出版)
  - 初恋の頃(1990/11、立風書房 )
  - 香りの百花譜(1991/1、主婦の友社)
  - 愛があれば…―幸せのヒント18(1991/9/1、じゃこめてい出版)
  - 猫と見る夢(写真：西川治、1992/2、くんぷる)
  - 「赤毛のアン」の人生ノート―あなたの夢が実現できる7つの鍵(1992/2、大和出版)のち2011/5/18、岩波現代文庫
  - 人生を愛する方法―たちまち幸せ気分になれる夢ノート(1993/3、大和出版)
  - 猫の文学散歩(1995/4/1、朝日文庫)
  - 小さな幸福の宝石箱―夢見る力が、幸運を引き寄せる(1995/4、大和出版)
  - うれしい私に会える本(1995/5、大和書房)
  - 人はなぜ薔薇を愛するのか(1997/02、ベネッセコーポレーション)
  - 花の詩集(1997/03、ベネッセコーポレーション　福武文庫)
  - 花とハーブの香り―熊井明子対談集(1997/05、誠文堂新光社)
  - 熊井明子の愛する小物をめぐるお話(1997/11、あすなろ書房)
  - こころに香る詩(1998/10、清流出版)
  - 生き方素敵にひらめきノート(1998/11、海竜社)
  - 新編香りの百花譜(2000/07、千早書房)
  - 香りの旅(2001/02、千早書房)
  - 「やさしい私」になれる本―笑顔をつくる魔法の言葉(2001/02、大和書房)
  - 「赤毛のアン」の人生ノート―あなたの夢が実現できる7つの鍵(2001/05、大和出版)
  - one UBIQUITOUS LOVE―愛のコレクター (書くことの魔法) (共著：おさない まこと、2002/02、にじゅうに)
  - いつも私の猫がいる(2002/07、千早書房)
  - 新編 人はなぜ薔薇を愛するのか(2003/04、千早書房)
  - 香りの花手帖(2005/10、千早書房)
  - 夢のかけら(2007/11、春秋社)
  - 凛と咲く―草木言語花の彩時記(写真：夏梅陸夫、2008/03、じゃこめてい出版)
  - 毛皮の天使たち(2010/3/25、千早書房)
  - 熊井明子コレクション(千早書房)
    - 〈1〉新編 香りの百花譜(2010/11)
    - 〈2〉香りの旅(2011/03)
    - 〈3〉「うれしい私」に会える本(2011/05)

  - めぐりあい 映画に生きた熊井啓との46年(2013/10/8、春秋社)
  - 香りの力：心のアロマテラピー(2014/10/17、春秋社)
  - 寝てもさめても猫と一緒(2017/2/17、河出書房新社)
  - いくつになっても、ラヴィアンローズ(2021/6/25、春秋社 )

- シェイクスピア
  - シェイクスピアの香り(1993/11、東京書籍)
  - シェイクスピアの町―ストラトフォード=アポン=エイヴォンの四季( イラスト：久米 けんじ 、1995/12、東京書籍)
  - シェイクスピアのハーブ(1996/06、誠文堂新光社)
  - シェイクスピアの故郷―花と香りの町の文学紀行(2000/08、白石書店)
  - シェイクスピアの妻(2003/9/1、春秋社)
  - 今に生きるシェイクスピア(2004/11、千早書房)
  - シェイクスピアの故郷―ハーブに彩られた町の文学紀行(写真：熊井 啓、2008/05、清流出版)
  - シェイクスピア日和(2008/11、千早書房)
  - シェイクスピアに出会う旅(2012/10/17、岩波書店、岩波現代文庫)
- 翻訳
  - ジョンのお月さま(著 イラスト：カルム・ソーレ・バンドレル、1983/5、集英社)